# Diecezja Duque de Caxias
Diecezja Duque de Caxias (łac. Dioecesis Caxiensis) – diecezja Kościoła rzymskokatolickiego w Brazylii. Należy do metropolii Rio de Janeiro i wchodzi w skład regionu kościelnego Leste I. Została erygowana przez papieża Jana Pawła II bullą Qui divino consilio w dniu 11 października 1980.